# Laurence Bertrand Dorléac
Pour les articles homonymes, voir Dorléac.
Laurence Bertrand dite Laurence Bertrand Dorléac, née le 14 janvier 1957 à Boulogne-Billancourt (Seine), est une historienne de l'art et universitaire française. Elle est professeure d'histoire de l'art à l'Institut d'études politiques de Paris, rattachée au Centre d'histoire de Sciences Po. Elle est présidente de la Fondation nationale des sciences politiques depuis le 10 mai 2021.
Ses travaux s'intéressent à l'histoire politique et anthropologique de l'art et au monde de l'art, particulièrement durant les guerres. Elle a aussi travaillé sur les phénomènes de violence et de sacré, sur l'intelligence artificielle et sur la notion de déclin en art.

## Biographie

### Jeunesse et études
Laurence Bertrand Dorléac est la fille d'un résistant engagé dans la 2e division blindée. Alors que son père est de droite et a été éduqué chez les Jésuites, sa mère est engagée à gauche. Après la guerre, son père devient directeur des ventes d’une entreprise américaine et sa mère dirige des boutiques de mode à Paris. Elle a un frère.
Intéressée par l'art et la peinture, elle suit dans sa jeunesse des cours de dessin auprès d'un professeur de l'École des Beaux-Arts de Paris. Elle s'oriente vers des études de langue et d'histoire. Elle rédige une thèse en histoire de l'art à l'université Panthéon-Sorbonne, qu'elle obtient en 1984.
En 1990, elle soutient une deuxième thèse doctorale en histoire, à l'Institut d'études politiques de Paris, sous la direction de Pierre Milza. Consacrée à l'histoire de l'art sous l'Occupation, cette thèse est intitulée « Art, culture et société : l'exemple des arts plastiques à Paris entre 1940 et 1944 ».
En 1995, elle soutient une habilitation universitaire à l'IEP de Paris.

### Parcours professionnel

#### Enseignement
Elle commence à enseigner à l'IEP de Paris en 1990,. Elle y dirige, depuis 2002, le séminaire de recherche « Arts et sociétés »,.
En 1993, elle est nommée maître de conférences à l'université Lille-III. En 1995, elle quitte ce poste pour occuper celui de professeure à l'université de Picardie Jules Verne. Elle y fonde le département d'histoire de l'art.
Elle poursuit sa carrière comme professeure d'histoire de l'art à l'Institut d'études politiques de Paris. En 2009, elle est nommée comme titulaire de la première chaire d'histoire de l'art de l'Institut, créée par Bruno Latour,. Elle a créé un double master entre l'IEP de Paris et l'École du Louvre.
Elle est membre honoraire de l'Institut universitaire de France entre 1999 et 2009.

#### Travaux de recherche
Laurence Bertrand Dorléac se spécialise dans l'histoire de l'art et son rapport à la politique. Dans L'Art de la défaite, elle développe l'idée selon laquelle le double joug, celui des nazis et celui du régime de Vichy, pèse sur les créations artistiques françaises en reniant les impératifs de l'art à travers un « mouvement permanent » imposé et l'« exaltation du conflit ».
Ses recherches montrent l'ampleur de la spoliation d’œuvres appartenant à des collectionneurs juifs et leur vente aux enchères sur la place parisienne. Ses travaux sur l'histoire de l'art en France sous l'Occupation sont aujourd'hui considérés comme des travaux de référence.

#### Diffusion des connaissances
Rédactrice dans une revue d'art dans les années 1980, elle fonde au début des années 2000 la Lettre du séminaire, une revue en lien avec le séminaire proposé à l'IEP de Paris, afin de faire circuler la recherche fondamentale plus rapidement,.
Elle est commissaire de plusieurs expositions  « L’art en guerre, France 1938-1947 », avec Jacqueline Munck au musée d’art moderne de la Ville de Paris (2012), reprise au musée Guggenheim (Bilbao) ; « Exils », avec Maurice Fréchuret, aux musées nationaux Fernand-Léger et Marc-Chagall (2012), « Les désastres de la guerre. 1800-2014 », au Louvre-Lens (2014), et « Artistes & Robots », avec Jérôme Neutres, au Grand Palais (2018).
En 2022, elle est commissaire de l'exposition « Les Choses. Une histoire de la nature morte » au musée du Louvre, qui prolonge son livre Pour en finir avec la nature morte, qui appelle à reconsidérer le genre. Le Monde critique l'exposition comme « audacieuse et réussie », et le Figaro la considère comme une des « grandes expositions de la rentrée à ne pas manquer »,. Libération la qualifie de « riche exposition » et salue sa « scénographie intelligente », tandis que Marianne souligne le caractère « unique » des choix réalisés. Les Échos en donnent une critique positive, ainsi qu'El País, qui souligne les liens réalisés entre les œuvres exposées. Le Financial Times conclut qu'« il y a encore de la vie dans les natures mortes ». Le journaliste helvétique Étienne Dumont juge quant à lui sévèrement l'exposition, regrettant ce qu'il considère comme une surinterprétation des œuvres d'art. La revue Artforum sous la plume de la critique Molly Warnock, propose d'imaginer « une version de cette exposition, à la fois plus ciblée et plus aérée, centrée sur une constellation plus étroite de questions sur les relations perpétuellement changeantes entre les objets et les images, la représentation et l’être physique – en bref, la chosification de l’art lui-même ? Parfois, comme le montre clairement l’histoire des natures mortes, le moins c’est vraiment plus ».

## Activités institutionnelles

### Membre de comités
Laurence Bertrand Dorléac a été membre de l'Association internationale des critiques d'art (AICA), de l’École du Louvre et du musée de l’Armée, des conseils scientifiques du musée national Fernand-Léger, de l’École nationale supérieure des arts décoratifs, de la Fondation Hartung-Bergman, du musée d’Orsay, de la commission des acquisitions de l’établissement public des musées d’Orsay et de l'Orangerie, de la BnF et de l’IMEC.
En août 2020, elle est nommée directrice et présidente du comité scientifique du Festival de l'histoire de l'art par la ministre de la Culture Roselyne Bachelot, où elle succède à Bruno Racine,.
Elle est membre du comité de rédaction de la Revue de l'art.

### Activité au sein de l'Institut d'études politiques de Paris et de la Fondation nationale des sciences politiques
Laurence Bertrand Dorlac a été présidente du jury d'entrée de l'IEP entre 2011 et 2021. Elle est élue du conseil d'administration de la Fondation nationale des sciences politiques (FNSP) en 2016. Elle participe à la réforme du concours d'entrée en 2020.
Elle est élue présidente de la Fondation nationale des sciences politiques par son conseil d'administration le 10 mai 2021, avec 21 voix sur 24.

## Publications

### Ouvrages
- Histoire de l'art : Paris, 1940-1944, Ordre national, Traditions et Modernités, Publications de la Sorbonne, Paris, 1986  (ISBN 2859441220)
- L'Art de la défaite : 1940-1944, Seuil, 1993[45],[46], rééd. coll. « L'univers historique », 2012
  - Art of the Defeat. France 1940-1944, (en) trad. Jane Mary Todd, Getty Research Institute, 2008
- L'Ordre sauvage : violence, dépense et sacré dans l'art des années 1950-1960, coll. « Art et artistes », Gallimard, 2004
- Erró, coll. « Polychrome », Ides et Calendes, 2004
- Villeglé. Politique, Ides et Calendes, 2008
- Fernand Léger. Les Constructeurs, Réunion des musées nationaux, 2008
- Après la guerre, coll. « Art et artistes », Gallimard, 2010
  - Nach der Befreiung, Frankreich und die Kunst (1944-1947), Deutsche Kunstverlag, décembre 2016
- Contre-déclin. Monet et Spengler dans les jardins de l'histoire, coll. « Art et artistes », Gallimard, 2012  (ISBN 978-2-07-013762-6)
- Pour en finir avec la nature morte, coll. « Art et artistes », Gallimard, 2020[47]
- Arcimboldo, rhétoriqueur et magicien de Roland Barthes, Éditions de la Sorbonne, 2021[48]
- Un ours dans la tête. Greta Thunberg, Folio, 2022
- Le lion de Rosa (Bonheur), Gallimard, 2024[49]

### Ouvrages collectifs
- Chatting with Henri Matisse: The Lost 1941. Interview by Pierre Courthion, avec Serge Guilbaut et Yves-Alain Bois, Getty Foundation Getty Research Institute, 2013
- "Greta Thunberg, questions de vie ou de mort", Le monde d'aujourd'hui. Les sciences sociales au temps de la Covid, dirigé par Marc Lazar, Guillaume Plantin et Xavier Ragot, Presses de la Fondation nationale des sciences politiques, 2020
- « Toute la vanité du monde », Penser l’art russe du XIXe siècles. 30 tableaux vus autrement, dirigé par Olga Medvedkova et Philippe Malgouyres, Mare & Martin, 2023
- DémocratIA, dirigé par Denis Lafay, éditions de l’Aube, 2024

### Direction d'ouvrages
- Le Commerce de l'art : de la Renaissance à nos jours, La Manufacture, 1992  (ISBN 2737703255 et 9782737703256)
- « Où va l'histoire de l'art contemporain ? », colloque publié par l’École nationale supérieure des beaux-arts, 1997  (ISBN 2840560461 et 9782840560463)
- « Image et histoire », avec Christian Delage, dir. André Gunthert in Vingtième Siècle, spécial no 72, octobre-décembre 2001[50]
- Picasso, l’objet du mythe, co-direction Michaël Androula, École nationale supérieure des beaux-arts, Paris, 2005
- Les Arts à Paris après la Libération. Temps et Temporalités, actes de colloque, introduction et codirection avec Thomas Kirchner, Déborah Laks et Nele Putz, Heidelberg University, 2017
- Jean Laude. Écrits sur l’art, dir. avec Jean-Louis Paudrat, Dijon, Les presses du réel, 2019

### Catalogues d'expositions

#### Direction
- L’Art en guerre. France 1938-1947, avec Jacqueline Munck, Paris Musées, 2012
- Les Désastres de la guerre. 1803-2014, Somogy-Louvre Lens, 2014
- Artistes & Robots, avec Jérôme Neutres, RMN-Grand Palais, 2018
- Les choses. Une histoire de la nature morte, Musée du Louvre, 2022
- Hélène Delprat, Écoutez ! C’est l’éclipse, Fondation Maeght, 2025

#### Contributions (sélection)
- « Anatomie d’un soldat », Dans la peau d’un soldat, musée de l’Armée, Gallimard, 2017
- « Pourquoi avoir peur des robots ? » Artistes et Robots, catalogue de l’exposition, Grand Palais, Réunion des musées nationaux, 2018
- « Éclipse. Réception des Nymphéas dans l’entre-deux-guerres, Nymphéas. L’abstraction américaine et le dernier Monet, dir. Cécile Debray, RMN, 2018
- « Le Monument aux Espagnols morts pour la France », Guernica, dir. Émilie Bouvard, Géraldine Mercier, Musée Picasso et Gallimard, 2018
- « Le Verre de Picasso », La cuisine de Picasso, cat. exp., dir. Emmanuel Guigon, Androula Michaël, Claustre Rafar i Planas, Museu Picasso, La Fabrica, 2018
- « Femmes en résistance : l’art en France 1940-1945 », La Guerre et les femmes, Jean Baechler & Marion Trevisi, dir., Hermann, 2018
- « Goya : anatomie du massacre », Une histoire de la guerre. Du XIXe siècle à nos jours, dir. Bruno Cabanes,  Seuil, 2018
- « L’art n’est pas vrai », Revue de l’art, no 200, 2018-2
- « Artistes et robots. Acte 2 », Le Rêve des formes, actes du colloque au Collège de France, dir. Alain Fleischer et Alain Prochiantz, coll. « Le genre humain », Seuil, 2019
- « L'art entre 1940 et 1944 », Architecture et urbanisme dans la France de Vichy, dir. Jean-Louis Cohen, actes de colloque, Collège de France Éditions, 2020[51]
- « Contre-malheur », Magritte Renoir, Le surréalisme en plein soleil, dirigé par Didier Ottinger, Cécile Debray, catalogue de l'exposition, Réunion des Musée Nationaux, 2021
- « Les garçons qui travaillent la nuit », Nicolas de Staël, dirigé par Pierre Wat, catalogue de l’exposition, Musée d’Art Moderne de Paris, 2023
- « Vrai, faux, neutre », catalogue de l’exposition Valérie Belin, Musée des Beaux-Arts de Bordeaux/Liénart, 2024

### Sélection d'articles en ligne
- « Le sujet dans l’histoire », Perspective, 4 | 2006, p. 499-502[52]
- Avec Éric Michaud, Yves Michaud, Michael R. Orwicz, Neil McWilliam, « Art, État et idéologies aux xixe et xxe siècles », Perspective, 1 | 2012, 41-55[53]
- Avec Philippe Descola, Pierre Georgel et Monica Preti, « Qu’est-ce qu’exposer ? », Perspective, 1 | 2015, 11-28[54]

## Distinctions
- Chevalière de la Légion d'honneur (2013)[55]
- Chevalière de l'ordre des Arts et des Lettres (2013)[56]
- Officier de l'ordre national du Mérite (2022)[57]